# Гамбургский стейк
Гамбургский стейк (англ. Hamburg steak, стейк по-гамбургски, бифштекс по-гамбургски) — мясное блюдо, напоминающее котлету из рубленого говяжьего фарша. Стал популярным во всем мире начиная с XIX века благодаря немецким иммигрантам.

## История

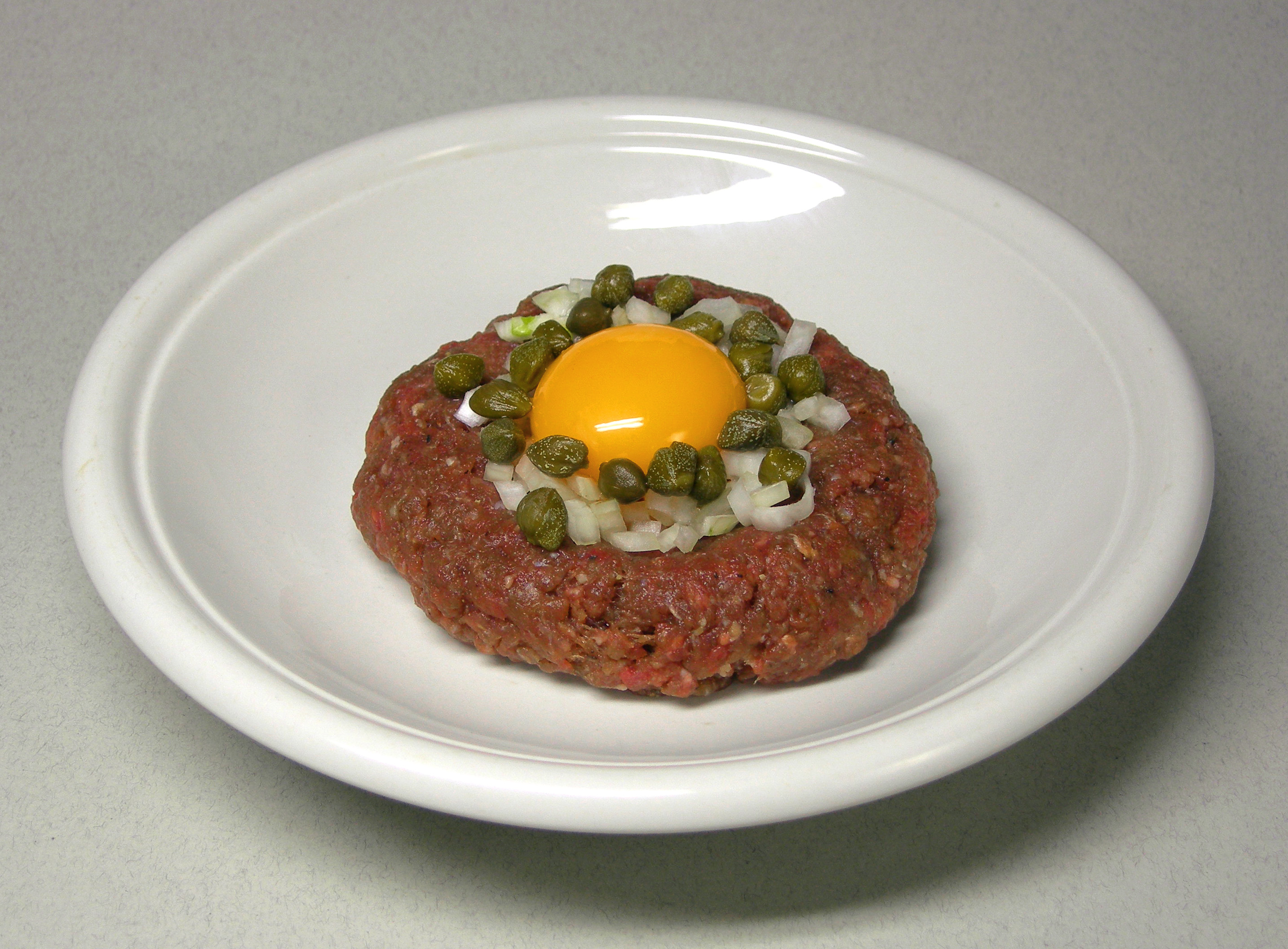
Монгольский стейк «тартар»

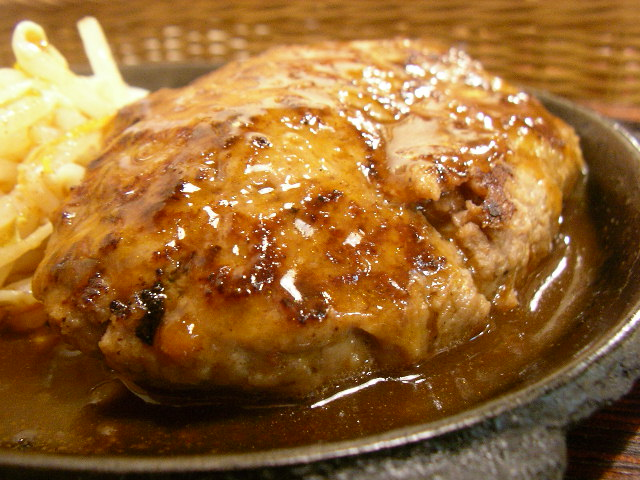
Гамбургский стейк известен в Германии под названием «Frikadelle» по крайней мере с XVII века

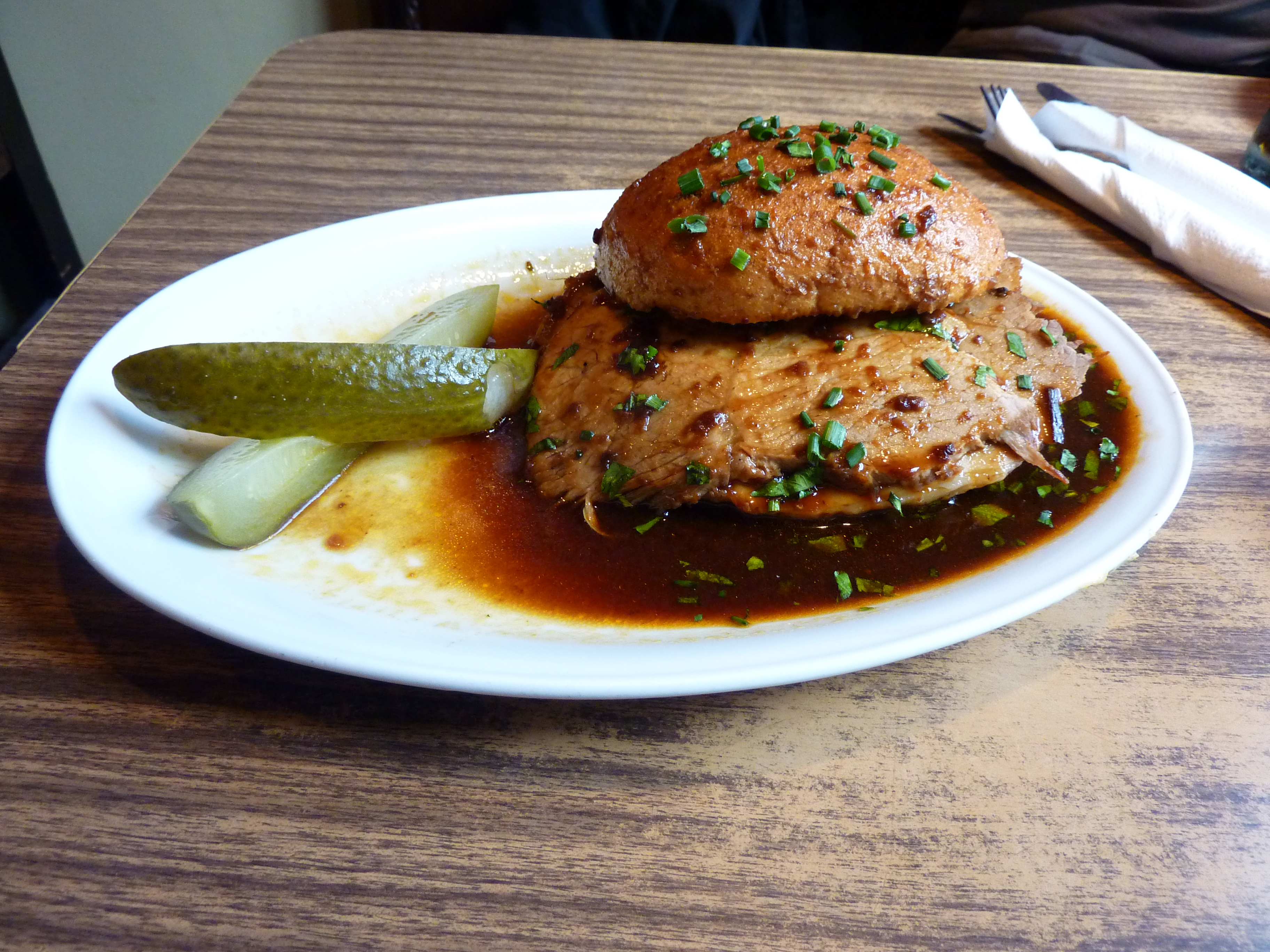
Гамбургский «рундштюк» был популярен уже в 1869 году и считается предшественником современного гамбургера

В древнеримской кулинарной книге «Апициевский корпус» (лат. Apicius), которую датируют началом IV века, детализируют готовку говядины под названием isicia omentata. Говядина смешивалась с кедровыми орешками, чёрным и зелёным перцем и белым вином. Isicia omentata может быть самым ранним предшественником гамбургского стейка.
Когда внук Чингисхана Хубилай Хан (1215—1294) вторгся в Москву, его воины привезли с собой рецепт рубленой конины. Позже его назвали «стейк тартар» или «татарский бифштекс». Немецкие города-государства использовали этот рецепт и создали множество своих собственных блюд, добавив в фарш каперсы, лук и даже икру, и продавая их на улицах. Неизвестно, когда появился первый ресторанный рецепт «Стейка тартар». Несмотря на отсутствие чёткого названия, первое описание стейка тартар было дано Жюлем Верном в 1875 году в его романе «Михаил Строгов». Определённое сходство существует между стейком тартар и немецкими блюдами лабскаус и метт. Другие похожие сырые, рубленые мясные продукты появились в XX веке, такие как итальянское карпаччо, которое было изобретено в 1950 году в ресторане Harry’s в Венеции. Точно так же одна из самых старых ссылок на колбасу по-гамбургски появилась в 1763 году в кулинарной книге под названием «Искусство кулинарии, изложенное просто и легко» Ханны Гласс (1708—1770). Гамбургская колбаса состоит из рубленого мяса и различных специй, включая мускатный орех, гвоздику, чёрный перец, чеснок и соль, и обычно подаётся с тостами. Широкий выбор традиционных европейских блюд также готовится с мясным фаршем, таких как мясной рулет, сербская плескавица, арабская кюфта и шведские фрикадельки.
Гамбургский стейк является неотъемлемой частью бутерброда-гамбургера. До появления гамбургера в Соединенных Штатах, подобные продукты уже существовали в кулинарной традиции Европы.

### Гамбурги его порт
Рубленое мясо было деликатесом в средневековой кухне, красное мясо обычно потреблялось высшими сословиями. Русские корабли привезли рецепты стейка тартар в порт Гамбурга в XVII веке, когда присутствие русских жителей было настолько велико, что его прозвали «русский порт». Между XIII и XVII веками этот порт стал одним из крупнейших в Европе, и его коммерческое значение ещё более возросло, когда он стал жизненно важным для ранних трансатлантических путешествий в эпоху пароходов. В период европейской колонизации Америки эмигранты из этого порта были «мостом» между старыми европейскими рецептами, и будущим развитием гамбургера в Соединённых Штатах.
В течение первой половины XIX века большинство эмигрантов из Северной Европы, которые путешествовали в Новый Свет, отправлялись туда из Гамбурга. Немецкая судоходная компания Hamburg America Line, также известная как Hamburg Amerikanische Packetfahrt Actien-Gesellschaft, занималась перевозками в Атлантике почти столетие.
Компания начала свою деятельность в 1847 году и наняла много немецких иммигрантов, многие из которых спасались от революции 1848—1849 годов. Нью-Йорк был самым распространенным местом для судов, путешествующих из Гамбурга, и различные рестораны в этом городе начали предлагать стейк в гамбургском стиле для привлечения немецких моряков. Стейк часто появлялся в меню как «американское филе по-гамбургски», или даже как «бифштекс по-гамбургски». Ранние американские способы приготовления рубленой говядины соответствовали вкусам европейских иммигрантов, вызывая воспоминания о порте Гамбург и оставленном ими мире.

### Гамбургский стейк
В конце XIX века Гамбургский стейк стал популярным в меню многих ресторанов в порту Нью-Йорка. Он был в виде фарша из говядины, слегка посоленным, часто копченым, и обычно подавался в сыром виде в блюде вместе с луком и панировочными сухарями. Самым старым документом, который ссылается на гамбургский стейк, является меню ресторана Delmonico’s 1873 года, в котором клиентам предлагалось блюдо из гамбургского стейка в 11 центов, разработанное американским шеф-поваром Чарльзом Ранхофером (1836—1899). Эта цена была высокой в то время, вдвое дороже простого филе бифштекса.
К концу столетия гамбургский стейк набрал популярность из-за своей простоты приготовления и снижения стоимости. Это видно из его подробного описания в некоторых популярных кулинарных книгах того времени. Документы показывают, что блюдо готовили в 1887 году в некоторых ресторанах США, а также рецепт использовался для кормления пациентов в больницах; Гамбургский стейк подавался в сыром или слегка приготовленном виде и сопровождался сырым яйцом. Меню многих американских ресторанов в XIX веке включало гамбургский бифштекс, который часто продавался на завтрак.
Вариант гамбургского стейка — стейк из Солсбери, который обычно подается с соусом, похожим по структуре на коричневый соус (англ. brown sauce). Изобретенный доктором Джеймсом Солсбери (1823—1905), стейк Солсбери готовили в Соединенных Штатах с 1897 года. В настоящее время, в городе Гамбург, а также в некоторых частях северной Германии, это блюдо типа называется фрикадельки, Frikandelle или Bulette. Термин «гамбургский стейк» был заменен «гамбургером» к 1930 году, который, в свою очередь, был вытеснен более простым термином «бургер». Последний термин в настоящее время обычно используется в качестве суффикса для создания новых слов для различных вариантов гамбургера (например, чизбургер).
Сегодня различают термины «гамбургский стейк» и «гамбургер». Первое относится к рубленой котлете, бифштексу из говядины, приготовленному определённым образом, в то время как гамбургер — это блюдо, похожее на сэндвич, которое состоит из котлеты, булочки и других ингредиентов.

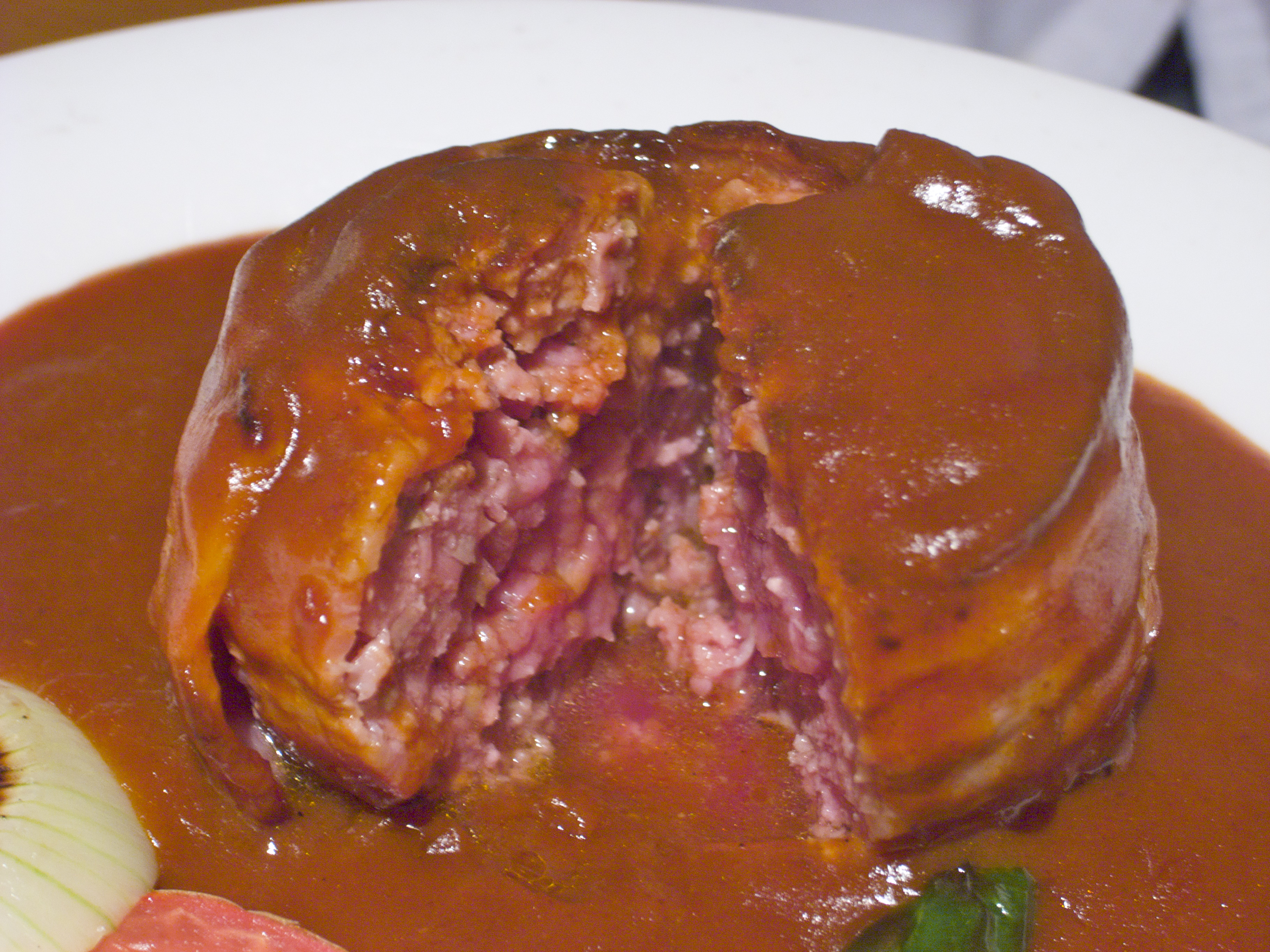
Гамбургский стейк, вид изнутри
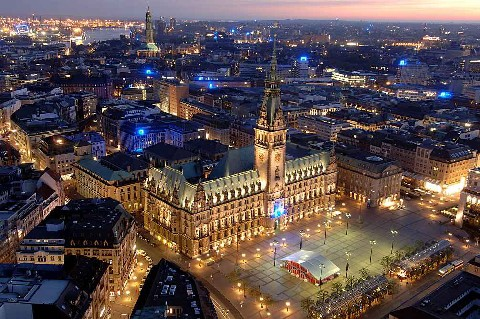
Гамбург, Германия, где якобы был придуман стейк по-гамбургски

## Приготовление
Гамбургский стейк готовится из мелко нарезанной говядины (молотой или рубленой). Солить мясо или фарш заранее не рекомендуется: соль заберет влагу, и стейк получится сухим и жестким. Приправы, яйцо, панировочные сухари, лук и молоко добавляют в мясо, которое затем формуют в плоские котлеты и готовят путем обжарки на сковороде, гриле или копчения. В готовых бифштексах по-гамбургски допускается наличие в середине розового мясного сока.

## Высокая кухня
Гамбургский стейк отмечен Эскофье как классическое блюдо высокой кухни.

## Вокруг света
Гамбургский стейк (яп. ハンバーグ хамба:гу) — популярное блюдо в Японии. Он сделан из мясного фарша с мелко нарезанным луком, яйцом и панировочными сухарями, приправленными различными специями, выполнен в виде плоской круглой формы толщиной около 1 см и диаметром от 10 до 15 см. Многие рестораны специализируются на различных видах гамбургского стейка. Вариации включают в себя гамбургер с сыром (яп. チーズハンバーグ ти:дзухамба:гу), тидзухамбагу с японским карри, и итальянский тидзухамбагу (с томатным соусом).

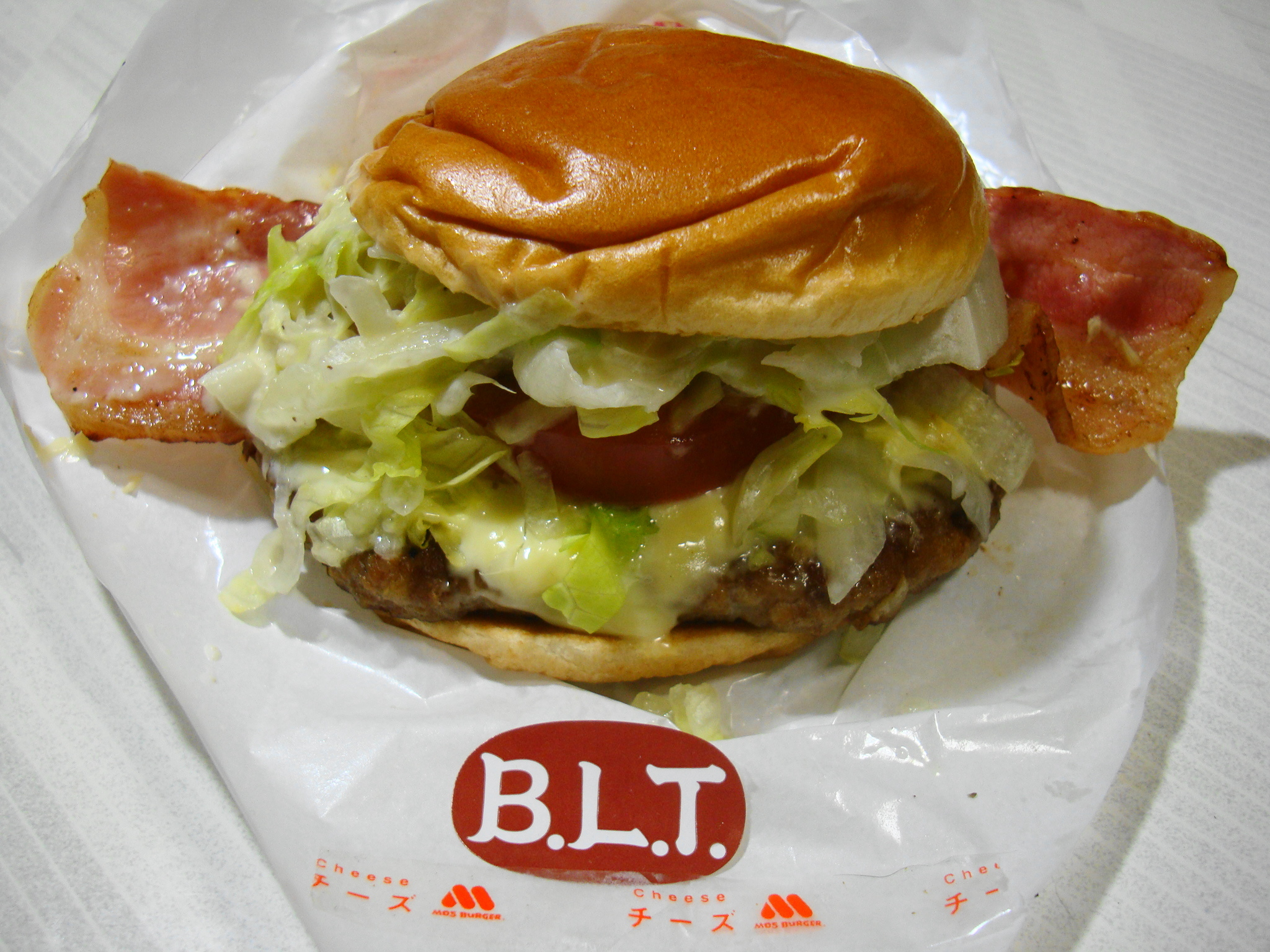
Японский хамбагу с сыром

Гамбургский стейк стал популярным в 1960-х годах как более доступный способ подавать дорогостоящее мясо. Журналы регулярно печатали рецепт в течение десятилетия, поднимая его до привычного блюда в японской культуре. В Японии блюдо восходит к периоду Мэйдзи и, как полагают, впервые было подано в Иокогаме, который был одним из первых портов, открытых для иностранцев. С 1980-х гамбургеры в вакуумной упаковке продаются с уже добавленным соусом, и они широко используются в коробочных обедах (бэнто). Также популярны замороженные гамбургеры, которые часто подают в ресторанах быстрого питания.
На Гавайях Гамбургский стейк очень похож на японский хамбагу. Он состоит из бифштекса с коричневым соусом. Обычно подается на обед с салатом из макарон и рисом. Кроме того, другой вариант подачи включает яйцо, блюдо называется локо-моко.
В Финляндии блюдо называется jauhelihapihvi («стейк из мясного фарша»), готовится и подается как тефтели: жареный на сковороде, с картофелем и коричневым соусом.